# Chapelle de la Très-Sainte-Vierge-de-Luján de Marambio
La chapelle de la Très-Sainte-Vierge-de-Luján est une église argentine située en Antarctique sur l'île Seymour. Elle a été construite sur la base antarctique Marambio pour permettre aux personnels de la station et quelques rares touristes de se recueillir ou de suivre un office religieux.
La chapelle est dédiée à Notre-Dame de Luján avec une reproduction de la sainte patronne des Argentins que l'on vénère à Luján.
L'édifice, juxtaposée à l'infirmerie, ne se distingue des autres modules métalliques que par son petit clocher surmonté d'une croix. Elle est fut consacrée le 15 avril 1996 par Norberto Eugenio Martina officiant au diocèse militaire d'Argentine. 